# Cortes de Arenoso
Cortes de Arenoso là một đô thị trong tỉnh Castellón, Cộng đồng Valencia, Tây Ban Nha. Đô thị Cortes de Arenoso có diện tích 80,6 km², dân số theo điều tra năm 2010 của Viện thống kê quốc gia Tây Ban Nha là 349 người. Đô thị Cortes de Arenoso nằm ở khu vực có độ cao 985 mét trên mực nước biển.